# 环球银行金融电信协会
环球银行金融电信协会（英語：Society for Worldwide Interbank Financial Telecommunication），或译环球同业银行金融电讯协会，为总部位于比利时的全球性同业合作组织，是世界领先的金融报文传送服务机构，为全球社群提供金融报文传送平台和通信标准，在国际贸易和商业活动起着举足轻重的作用。现时，SWIFT是全球金融机构与其往来银行的主要通信通道，其报文传送平台、产品和服务对接了全球超过11,000家银行、证券机构、市场基础设施和企业用户，覆盖200多个国家和地区。

## 简介
SWIFT成立于1971年，以“提供全球共享的金融报文传送服务、创造一种国际金融报文传送通用语言”为宗旨。在此之前，银行使用结合电话和电报技术的Telex网络手动验证跨境支付信息，效率低下、成本高昂。1972年，SWIFT推出开创性的报文传送服务，来自22个国家的518家机构连接到SWIFT的报文传送服务，随后被广泛用于银行跨境转账相关的指令通信。开始运营后不到12个月，SWIFT总共处理了1000万条报文。因其使用标准化的报文和参考数据，可以确保机构间交换的信息准确无误且便于机器进行识别，有助于进行自动化，并且能够减少成本、降低风险，SWIFT用户群随即迅速增长，现已发展成为世界上与支付、证券、财资和交易有关的最安全、成本最低、最可靠的金融报文传输通道。通过使用SWIFT，银行、托管公司、投资机构、中央银行、市场基础设施及企业客户能够彼此连接，通过交换结构化的电子报文完成相同的商业流程，例如进行支付或贸易结算。
SWIFT创立并维持了全球金融报文传送标准和参考数据标准。作为 ISO的承包商，还维持着两个开放式报文传送标准： ISO 15022（用于证券结算和资产服务）以及 ISO 20022（适用于所有金融业流程）。
最近SWIFT組織則依據ISO20022格式，將針對全球的電文格式逐步更新，這對銀行的資訊基礎設施將造成不小影響。

## 用户
只要符合资格标准，任何组织都可以被允许成为用户来使用SWIFT的服务。在构建之时，整个网络仅仅是为国库与其相关银行之间的操作而设计的；时至今日，很多其他的机构也被允许访问各项服务了，尽管某些情况下访问是有限制的。当前，用户可被分为以下几类：
- 银行（Banks）
- 贸易机构（Trading Institutions）
- 短期信贷经纪人（Money Brokers）
- 债券经纪人（Security Broker Dealers）
- 投资管理机构（Investment Management Institutions）
- 清算系统与中央储备局（Clearing Systems and Central Depositories）
- 受许可的交易所（Recognised Exchanges）
- 信托服务公司（Trust and Fiduciary Service Companies）
- 監管與候選子提供商（Subsidiary Providers of Custody and Nominees）
- 金库对等者（Treasury Counterparties）
- 金庫ETC服務供應商（Treasury ETC Service Providers）

## 治理
SWIFT由代表全球约3500家公司的股东（金融机构）拥有和控制，每个国家对SWIFT报文的使用情况，既决定了SWIFT的股权分配，也决定了每个国家有权获得的董事会董事人数。SWIFT股东选举出由25位独立董事组成的董事会管理公司并监督公司的日常运营。股份数量最高的6个国家，每国股东可以提名两名董事以供选举。按所持股份数量依序往下排名的10个国家，每国股东可以提名一位董事以供选举，其他股份数量不足以推荐1个或者2个董事的国家，可以联合其他国家共同提名董事以供选举，最高不超过3人。
SWIFT由十国集团中央银行以及欧洲中央银行监管，其首席监管机构是比利时国家银行。2012年建立的SWIFT监督论坛，提供了一个更广泛的、与其他主要经济体的中央银行（澳大利亚储备银行、中国人民银行、香港金融管理局、印度储备银行、韩国银行、俄罗斯中央银行、沙特阿拉伯货币局、新加坡金融管理局、南非储备银行、土耳其共和国中央银行、阿根廷共和国中央银行、巴西中央银行、西班牙银行、印度尼西亚银行和墨西哥银行等）分享SWIFT监督活动信息的平台，监督目标集中于风险识别与管理、信息安全、系统可靠性与韧性，技术规划以及与用户沟通等方面。
协会为其会员（Members）共有，成为会员的先决条件是必须持有银行许可证（Banking Licence）。作为回报，会员拥有协会的股份，并且具备选举权。除此之外，还有另外两类用户：子用户（Sub）和参与者（Participants）。超过90％的用户是前一类型，他们能够全权访问整个系统，但是不具备股份和选举权；后者通常是其他类型的金融机构，他们能够受限访问系统，没有任何所有权。
所有的成员都必须交纳初始入会费和年费，具体的数目根据其类别而定。此外，用户收发报文需要交纳费用，收费标准的依据为报文的单位长度，由其具体的类型为可分为325或1950个字符等。还有，收发报文的数目与所经过的路线也是费用的衡量因素。

## 制裁
SWIFT表示，作为一家具有全球系统性的、中立的公用事业机构，无权做出制裁决定，对国家或个人实体实施或取消制裁的任何决定完全取决于主管政府机构和立法者。
2012年3月，依据欧盟理事会加强对伊朗的金融制裁的国际及多边协议，根据欧盟第267/2012号条例，SWIFT被特别禁止向欧盟制裁的伊朗银行提供金融报文服务，SWIFT系统断开在伊朗的欧盟制裁相关银行的连接。2016年1月，随伊朗核协议正式执行，欧盟理事会取消了与伊朗核相关的制裁，被欧盟解除制裁的伊朗金融机构能够重新接入SWIFT。在美国退出伊朗核协议、重启对伊朗制裁后，2018年11月，SWIFT切断了重新被纳入特別指定國民和被封鎖人員中的伊朗金融机构的连接。
2017年3月，在联合国安理会报告显示朝鲜“绕过国际制裁进行违禁物品贸易”，批评成员国未能全面实施制裁的情况下，SWIFT将朝鲜依然留在该系统的银行以“不再符合成员准入标准”理由剔除。
2022年2月27日，因应2022年俄羅斯入侵烏克蘭，美国、欧盟等国家声明將俄羅斯剔除SWIFT。最终经过商议，俄罗斯80%的金融机构被剔除出SWIFT。